# Detective Conan
Detective Conan (名探偵 コナン, Meitantei Konan) is een detective manga bedacht door Gosho Aoyama. De manga loopt in het weekblad Shōnen Sunday sinds 1994. In de Verenigde Staten wordt de manga/anime Case Closed genoemd.
In 1996 werd het verhaal verwerkt tot een anime-reeks die nog steeds loopt. Er zijn ook verscheidene OVA's (12) en films (26) verschenen.

## Het verhaal
De 17-jarige Shinichi Kudou is naast een doodgewone leerling op school ook een fantastische detective. De kranten noemen hem al de "Redder van de Japanse politie". Op een dag gaat hij samen met zijn jeugdvriendin Ran Mouri naar het pretpark Tropical Land, waar hij toevallig getuige is van een louche chantagedeal door "mannen in het zwart". De nieuwsgierige detective die hij is, tracht Shinichi foto's te maken van de deal, maar had niet opgemerkt dat een van hen, Gin, hem van achteren besloop en hem overmeesterde. Gin voert Shinichi een experimenteel gif, Apoptoxin 4869, met de bedoeling om hem te doden.
Maar tot de verbazing van Shinichi, is hij in plaats van gestorven gekrompen waardoor hij nu het lichaam van een zevenjarige heeft.
Op aanraden van zijn buurman en familievriend professor Agasa, besluit Shinichi dit voorval aan niemand te vertellen, omdat anders "de mannen in het zwart" te weten zouden kunnen komen dat hij nog leeft. Voortaan gaat hij onder de naam "Conan Edogawa" leven.
Conan trekt onder een smoes bij zijn jeugdvriendin Ran in. Haar vader, Kogorou Mouri, is ook een detective, maar minder succesvol. Conan lost zijn zaken altijd op, zonder dat Ran en Kogorou Mouri erachter komen dat hij in werkelijkheid Shinichi is. Dit doet Conan door het geven van hints of door Kogorou in slaap te laten vallen met zijn horloge/verdoofpijlschieter en zijn vlinderdas waarmee hij stemmen kan nabootsen. Beide gadgets zijn uitvindingen van professor Agasa.
Tussen de vele zaken door die Kogorou krijgt, komt Conan soms op het spoor van de "mannen in het zwart", die hij moet vinden als hij zijn gewone lichaam wil terugkrijgen en om hen te ontmaskeren.

## Media

### Manga
Wekelijks komt er een nieuw hoofdstuk van de manga uit in de magazine 'Shōnen Sunday'. Om de drie maanden worden hoofdstukken gebundeld in een tankōbon (een soort pocket). Op dit moment zijn er 90 tankōbon uit in Japan.
In juli 2007 is Kana begonnen met de reeks in het Nederlands uit te geven. In 2011 heeft Kana aangekondigd dat ze de Nederlandstalige uitgave stopzetten vanwege de tegenvallende verkoopcijfers, waardoor deze versie stopt bij volume 13 die uitgebracht werd in september 2010.
Het moet opgemerkt worden dat de Amerikaanse versie van de manga andere namen gebruikt voor de meeste van de hoofdrolspelers. Zo heten Shinichi Kudou, Ran en Kogorou Mouri in Amerika elk "Jimmy Kudo", "Rachel" en "Richard Moore". In de meeste andere talen, waaronder Nederlands, Frans en Duits, worden nog steeds de originele Japanse namen gebruikt.
Naast de gewone serie is er ook nog de Detective Conan Special (名探偵コナン 特別編, Meitantei Conan Tokubetsu Hen)-serie. Deze bevat verhalen die bedacht en getekend zijn door de assistenten van Gosho Aoyama.

### Televisieserie
De Detective Conan-anime loopt sinds 1996 op Nippon TV. De anime telt op dit moment 103 afleveringen, elk van ongeveer 24 minuten met als uitzondering de langere speciale afleveringen (specials). De anime heeft de verhalen uit de manga, maar er zijn ook originele verhalen bedacht voor de anime. Over het algemeen volgt de anime getrouw de verhalen uit de manga, maar in de vroegere afleveringen werd er weleens van afgeweken. Hierdoor klopt het begin van de televisieserie niet helemaal. Conan komt namelijk niet achter de codenamen van de 'mannen in het zwart', terwijl hij dat wel in de manga deed. Later heeft men in de anime Conan gewoon laten weten hoe zij heten, zonder uitleg hoe hij eraan is gekomen.
De stemactrice ("seiyū") die Conan Edogawa inspreekt, Minami Takayama, is in 2005 met Gosho Aoyama getrouwd, maar ze zijn dan weer gescheiden in 2007.

### OVA
Naast de televisieserie is er ook een OVA-serie. Deze is slechts eens per jaar verkrijgbaar via Shōnen Sunday als een promotieactie. Op dit moment zijn er twaalf OVA's van Conan.

### Films
Elk jaar wordt er een nieuwe film uitgebracht van Detective Conan. Deze komt altijd uit in de "gouden week" in Japan. Op dit moment zijn er 18 films uitgebracht. De vijf eerste films zijn door Kazé in de Benelux en Frankrijk uitgegeven op dvd in het Japans met Nederlandstalige en Franstalige ondertiteling en Franse nasynchronisatie.
- Detective Conan: Aftelling in een wolkenkrabber (1997)
  - (名探偵コナン:時計じかけの摩天楼, Meitantei Conan: Tokei Jikake no Matenrou)
- Detective Conan: Het veertiende doelwit (1998)
  - (名探偵コナン １４番目の標的(ターゲット), Meitantei Conan: 14banme no Target)
- Detective Conan: De laatste tovenaar van de eeuw (1999)
  - (名探偵コナン:世紀末の魔術師 , Meitantei Conan: Seikimatsu no Majutsushi)
- Detective Conan: Gevangen in haar ogen (2000)
  - (名探偵コナン 瞳の中の暗殺者, Meitantei Conan: Hitomi no Naka no Ansatsusha)
- Detective Conan: Aftellen voor het paradijs (2001)
  - (名探偵コナン:天国へのカウントダウン, Meitantei Conan: Tengoku no Countdown)
- Detective Conan: The Phantom of Baker Street (2002)
  - (名探偵コナン ベイカー街(ストリート)の亡霊, Meitantei Conan: Baker Street no Bourei)
- Detective Conan: Crossroad in the Ancient Capital (2003)
  - (名探偵コナン 迷宮の十字路, Meitantei Conan: Meikyuu no Jujiro)
- Detective Conan: Magician of the Silver Sky (2004)
  - (名探偵コナン 銀翼の奇術師, Meitantei Conan: Ginyoku no Kijutsushi)
- Detective Conan: Strategy above the Depths (2005)
  - (名探偵コナン 水平線上の陰謀, Meitantei Conan: Seiheisenjyou no Inbou)
- Detective Conan: The Private Eyes' Requiem (2006)
  - (名探偵 コナン 探偵たちの鎮魂歌, Meitantei Conan: Tanteitachi no Chinkonka)
- Detective Conan: Jolly Roger in the Deep Azure (2007)
  - (名探偵コナン 紺碧の棺 Meitantei Konan: Konpeki no Jorī Rojā)
- Detective Conan: Full Score of Fear (2008)
  - (名探偵コナン 戦慄の楽譜, Meitantei Conan: Senritsu no Furu Sukoa)
- Detective Conan: The Raven Chaser (2009)
  - (名探偵コナン 漆黒の追跡者, Meitantei Conan: Shikkoku no Cheisā)
- Detective Conan: The Lost Ship in the Sky (2010)
  - (名探偵コナン 天空の難破船, Meitantei Conan: Tenkuu no Rosuto Shippu)
- Detective Conan: Quarter of Silence (2011)
  - (名探偵コナン 沈黙の15分, Meitantei Konan: Chinmoku no Kwōtā)
- Detective Conan: The Eleventh Striker (2012)
  - (名探偵コナン 11人目のストライカー, Meitantei Konan: Jūichi-ninme no Sutoraikā)
- Detective Conan: Private Eye in the Distant Sea (2013)
  - (名探偵コナン 絶海の探偵, Meitantei Conan: Zekkai no Puraibeeto Ai)
- Detective Conan: Dimensional Sniper (2014)
  - (名探偵コナン 異次元の狙撃手, Meitantei Conan: Ijigen no Sniper)
- Detective Conan: Sunflowers of Inferno (2015)
  - (名探偵コナン 業火の向日葵, Meitantei Conan: Gōka no Himawari)
- Detective Conan: The Darkest Nightmare (2016)
  - (名探偵コナン 純黒の悪夢, Meitantei Konan: Junkoku no Naitomea)
- Detective Conan: The Crimson Love Letter (2017)
  - (名探偵コナン から紅くれないの恋歌ラブレター, Meitantei Konan: Kara Kurenai no Rabu Rettā)
- Detective Conan: Zero the Enforcer (2018)
  - (名探偵コナン ゼロの執行人, Meitantei Conan: Zero no Shikkounin)
- Detective Conan: The Fist of Blue Sapphire (2019)
  - (名探偵コナン 紺青の拳フィスト, Meitantei Konan: Konjō no Fisuto)
- Detective Conan: The Scarlet Bullet (2021)
  - (名探偵コナン 緋色の弾丸, Meitantei Konan Hiiro no Dangan)
- Detective Conan: The Bride of Halloween (2022)
  - (名探偵コナン ハロウィンの花嫁, Meitantei Conan: Halloween no Hanayome)
- Detective Conan: Black Iron Submarine (2023)
  - (名探偵コナン 黒鉄の魚影サブマリン, Meitantei Conan: Kurogane no Sabumarin)

## Personages

### Hoofdpersonen

#### Shinichi Kudo (工藤 新一)
De hoofdpersoon van het verhaal. Een 17-jarige detective en een voetbalfanaat. Hij is een groot fan van Sherlock Holmes. Hij wordt in kranten 'De redder van de Japanse politie' genoemd. Hij wordt ook wel 'detective van het Oosten' genoemd. Tijdens een van zijn onderzoeken, wordt hij aangevallen en gedwongen om een experimenteel gif te nemen door een lid van de 'zwarte organisatie'. Het medicijn moest hem doden, maar door een zeldzame bijwerking slonk hij per ongeluk weer tot zijn jeugd lichaam. Om zijn ware identiteit geheim te houden, gaat hij nu onder de alias Edogawa Conan.

#### Conan Edogawa (江戸川 コナン)
Conan is de verkleinde versie van Shinichi, nadat hij APTX 4869 heeft ingeslikt. Hij trekt bij zijn jeugdvriendin Ran en haar vader in, met als reden dan hij misschien de 'mannen in het zwart' oftewel 'zwarte organisatie' kan vinden.

#### Ran Mouri (毛利 蘭)
Ran is 17 jaar en is de beste vriend van Shinichi sinds de lagere school. Beiden zijn verliefd op elkaar, maar ze hebben niet de moed om hun gevoelens toe te geven. Zij is aanvoerder van het karateteam, heeft de zwarte band en is ook nog eens regionaal kampioen. Haar bedreigende kracht en behendigheid laat zij herhaaldelijk zien, net zoals haar vermogen om zonder veel moeite erg stevige objecten te splijten en het op te nemen tegen mogelijke aanvallers. Ze brengt het grootste deel van haar leven thuis door met de verzorging van Conan en haar onverantwoordelijke vader.

#### Kogorou Mouri (毛利 小五郎)
De vader van Ran. Conan laat hem meestal in slaap vallen zonder dat Kogorou er iets van opmerkt en gebruikt zijn stem met een stemvervormer om mysteries op te lossen. Hij was getrouwd met Eri Kisaki, een jeugdvriendin en succesvolle advocaat, maar ze zijn gescheiden vanwege hun constante geruzie. Hij laat bij vele gelegenheden zien dat hij nog steeds van haar houdt, ondanks de scheiding, en hij heeft geprobeerd haar te overtuigen om naar huis terug te keren. Hij toont soms enkele flitsen van eer en strikte ethiek. Hij is zeer bedreven in judo en een deskundig scherpschutter.

### Vrienden en familie

#### Yusaku Kudo (工藤 優作)
Shinichi's vader. Hij is een beroemde auteur van detective verhalen, en creëerde de populaire personage, "Night Baron". Hij is zeer intelligent, en heeft de politie vele malen in het verleden geholpen zaken op te lossen die niemand anders in staat was om op te lossen.

#### Yukiko Kudo (工藤 有希子)
Shinichi's moeder. Een gepensioneerde actrice. Vanwege haar reputatie als de vrouw van een beroemde mysterie auteur en voor het betrekken van zichzelf in een aantal strafzaken die zij af en toe helpt op te lossen, heeft ze de bijnaam, "The Night barones" naar het hoofdpersonage dat haar man geschapen heeft voor zijn mysterieromans.

#### Professor Agasa (阿笠 博士)
Buurman en familievriend van Shinichi. Hij ontwerpt de gadget waarmee Shinichi/Conan makkelijker kan leven als een klein kind. Hij is een van de weinige die weten in wat voor soort situatie Shinichi zich bevindt.

#### Heiji Hattori (服部 平次)
Hij wordt de 'detective van het Westen' genoemd. Hij is Shinichi's rivaal. Hij wordt later vrienden met Conan Edogawa nadat hij de ware identiteit van Conan ontdekt. Hij roept vaak per ongeluk Conan Kudo recht voor Rans neus. Hij heeft een relatie met Toyama Kazuha, zijn jeugdvriend. Heiji is ook een meester kendovechter.

#### Kazuha Toyama (遠山 和葉)
Een goede vriendin van Heiji. Hattori's en Kazuha's vader zijn goede vrienden. Ze is te verlegen om toe te geven dat ze meer dan vriendschap voor Hattori voelt.

#### Suzuki Sonoko 鈴木 園子)
Rans beste vriendin. Ze is de jongste dochter van een heel rijke familie met een hoge sociale functie. Ze is een typisch, sociaal meisje. Zij flirt meestal met mooie jongens. Toen Kogorou niet beschikbaar was, verdoofde Conan haar en haar gebruikte om mysteries mee op te lossen. Hierdoor denkt ze dat ze een detective is. Haar huidige vriend is Makoto Kyogoku met wie ze een lange-afstandsrelatie heeft.

#### Kisaki Eri 妃 英理)
Ze is de moeder van Ran. Een uitstekende advocaat. Zij is bekend als "Queen" in de advocatenwereld. Ze draagt nog steeds haar trouwring en test nog steeds Kogorou's liefde voor haar. Ze is ook zeer bedreven in judo, onderwezen door Kogorou.

### Politie
Juzo Megure (目暮 十三)
Inspecteur van het Tokyo Metropolitan Police district.
Wataru Takagi (高木 渉)
Een politieman die werkt met inspecteur Megure. Hij heeft gevoelens voor zijn collega-agent Miwako Sato. Hij kan snel een situatie beoordelen en onmiddellijk ingrijpende maatregelen nemen als dat nodig is. Hij lijkt in staat om alle soorten aanvallen door puur geluk te overleven.
Miwako Sato (佐藤 美和子)
Vrouwelijke politieagent die met inspecteur Megure werkt. Ze is een stoere, zeer aantrekkelijke, energieke, en een speciale jonge vrouwelijke agente die samenwerkt met agent Takagi. Sato is enorm populair bij de mannelijke leden van de politie-afdeling, maar tot hun verdriet begint ze gevoelens te ontwikkelen voor haar collega Wataru Takagi.
Ninzaburo Shiratori (白鳥 任三郎)
Een politieman die werkt met inspecteur Megure. Hij is de rivaal van Takagi.

### Detective Boys (少年探偵団)
Genta Kojima (小嶋 元太)
Hij vindt Ayumi leuk. Hij zegt altijd dat hij de leider van de Detective Boys is. Hij houdt vooral van eten.
Mitsuhiko Tsuburaya (円谷 光彦)
Hij vindt Ayumi en Haibara leuk. Een van de meest intelligente in de Detective Boys. Hij is geweldig als het gaat om wetenschap en logica.
Ayumi Yoshida (吉田 歩美)
Ayumi Yoshida is Conans vriend en klasgenoot. Ze heeft een oogje op Conan, wat hem ongemakkelijk maakt. Ze is een naïef en onschuldig meisje, dat van tijd tot tijd moed toont en optreedt als de vrolijke geest van het team. Ayumi wordt later fel bevriend met Haibara.
Ai Haibara (灰原 哀)
Ex-lid van de zwarte organisatie. Haar codenaam van toen ze nog bij de zwarte organisatie zat is Sherry. Ze is de ontwerper van de Apoptoxin 4869. Haar echte naam is Shiho Miyano (宮野志保).

### Zwarte Organisatie (黒の組織)
Gin (ジン)
Koelbloedige, en trouw lid van de Zwarte Organisatie. Hij was degene die Apoptoxin 4869 gif aan Kudo Shinichi gaf. Hij wordt meestal gezien met een sigaret en zijn favoriete auto is een Porsche 356A, waarin hij vaak rijdt. Ondanks zijn agressieve houding, heeft hij herhaaldelijk aangetoond dat een zeer sluwe en intuïtief mens, doorzien enkele manipulatie gepleegd tegen hem.
Vermout (ベルモット)
Ze is een actrice en meester in vermommingen. Wordt gezien als het lievelingetje van de baas en weet eigenlijk de ware identiteit van Haibara en Conan.
Wodka (ウォッカ)
Vaak Gins partner. In tegenstelling tot Gin is Wodka traag van begrip en gemakkelijk te misleiden.

### FBI
Jodie Starling (ジョディ・スターリング)
Een FBI-agente op undercoveropdracht tegen de zwarte organisatie en de docente Engels van Ran. Zij weet van Conans vaardigheden.
Shuuichi Akai (赤井 秀一)
FBI-agent, beschouwd Gin als zijn rivaal en kan de 'Silver Bullet' neerhalen van de zwarte organisatie. In het verleden was hij een spion binnen de zwarte organisatie en kreeg de codenaam Rye tot zijn identiteit als een FBI-agent per ongeluk werd onthuld door Andre Camel. Door zijn sluwe geest en indrukwekkende vaardigheden, beschouwt de zwarte organisatie hem als hun grootste bedreiging.
James Black (ジェイムズ・ブラック)
FBI-agent van hoge ranking.
André Camel (アンドレ・キャメル)
FBI-agent, speelde een belangrijke rol in de bescherming van Rena Mizunashi.